# Cáncer (astrología)

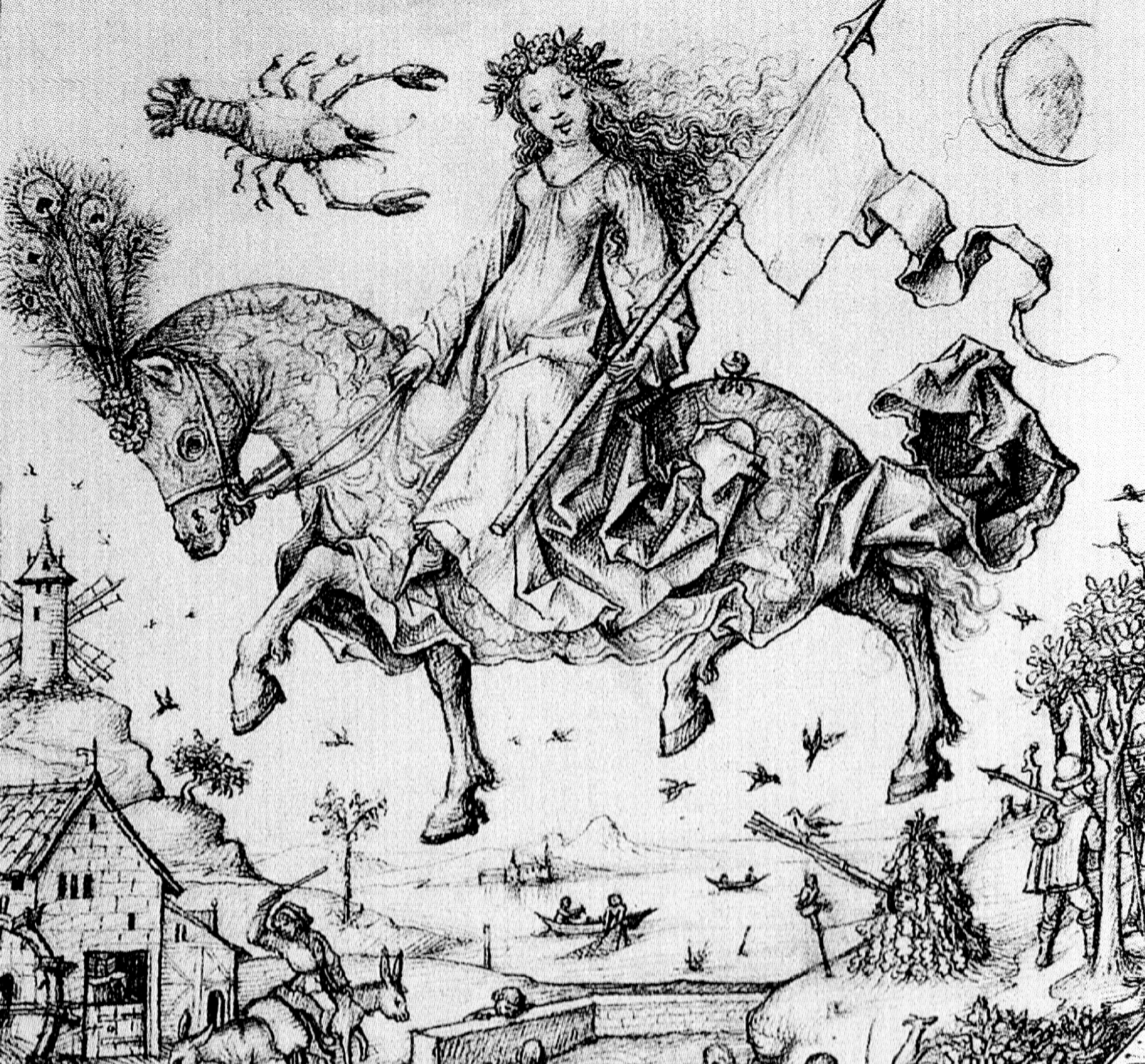
Representación artística imaginativa sobre la Luna, astro regente de Cáncer.

En astrología, Cáncer (♋︎) es el cuarto signo del zodíaco, el segundo de naturaleza femenina / negativa y el segundo de cualidad cardinal. Simboliza la familia y su símbolo representa un cangrejo. Pertenece junto a Escorpio y Piscis al elemento agua. Está regido por la Luna. Su signo opuesto y complementario es Capricornio. Manilio dice que el dios que tutela este signo es Mercurio y que Cáncer rige el pecho.

## Duración del signo
En la astrología occidental, basada en las doce divisiones en partes iguales de la eclíptica a partir del punto Aries o equinoccio de marzo que da inicio a la rueda del zodiaco, se considera que alguien es del signo Cáncer cuando nace en el periodo que va alrededor del 22 de junio hasta alrededor del 23 de julio (Tropical), o también, dado que las fechas de inicio y fin pueden cambiar cada año en función al momento exacto del punto Aries y al huso horario del lugar en el planeta, del 22 de junio al 21 de julio, por ejemplo. Debido a lo anterior, algunos años las fechas que definen el periodo que corresponde a Cáncer pueden variar y ser:
- del 20 de junio al 22 de julio[8]
- del 21 de junio al 23 de julio[9]
- del 21 de junio al 22 de julio[10]
- del 22 de junio al 23 de julio[1]

Para el año 2025, el signo de Cáncer inicia el 21 de junio a las 02:42 horas en UTC+0, por lo que la fecha de inicio del signo se mantendrá para las personas que residen en territorios cuyas zonas horarias van de UTC-2 a UTC+13, mientras que para las personas que residen en territorios cuyas zonas horarias van de UTC-3 a UTC-12 Cáncer inicia el 20 de junio.
En la astrología sideral, basada en el tránsito del Sol sobre las constelaciones, se considera que alguien es de signo Cáncer cuando nace alrededor del 15 de julio hasta alrededor 14 de agosto.

## Descripción
Cáncer es el cuarto de los doce signos zodiacales y el primero de la triplicidad de agua, junto a los signos de Escorpio y a Piscis. El signo rige la cabeza y el rostro. Su glifo se representa con las garras de un cangrejo; a veces se interpreta como los senos de una mujer, dadas las cualidades atribuidos al signo relacionadas con la crianza y cuidado.
Este signo pertenece a los llamados signos cardinales; junto con el signo Aries, Libra y Capricornio se sitúa en los cuatro extremos de los puntos conocidos como equinoccios y solsticios del círculo zodiacal.

## Origen y mitología
Se ha argumentado que el origen de Cáncer como signo zodiacal surge alrededor del 500 a. C. en Mesopotamia durante el imperio caldeo. En la época antigua, en el zodiaco de ocho constelaciones se le añaden los signos de Aries, Cáncer, Libra y Capricornio para completar las 12 divisiones en partes iguales de 30 grados de la rueda de los animales a partir de los puntos cardinales del Sol, que determinan el inicio de las estaciones a partir de los equinoccios y solsticios en el hemisferio norte.
El signo de Cáncer asociado al cangrejo ya se encuentra en el Zodiaco de Dendera del Templo dedicado a Hathor, diosa de la guerra y la fertilidad. Se sitúa cronológicamente la elaboración del bajorrelieve de Dendera alrededor del 50 a. C.
Sobre el catasterismo del Cangrejo Eratóstenes dice que a este lo situó entre los astros Hera porque fue el único que, mientras los demás luchaban al lado de Heracles cuando intentaba matar a la Hidra, saliendo de la laguna le mordió en el pie, según cuenta Paniasis en la Heraclea. Por lo visto Heracles, encolerizado, lo aplastó con el pie, y por tal motivo ha alcanzado un gran honor al contarse entre los doce signos del Zodíaco.
Cuando el hijo de Quirón, y nieto de Saturno y Fílira, caminaba cerca del mar, pisó cierto cangrejo de inmenso tamaño que lo hirió lastimosamente. A cambio, Quirón disparó al cangrejo con sus flechas y liberó a su hijo, en cuyo recuerdo aquel cangrejo fue llevado al cielo y se convirtió en un signo celeste. Se dice que el sol está en Cáncer porque al igual que el cangrejo se mueve a cada lado, hacia delante y hacia atrás, así el sol, cuando se acerca a Cáncer, siempre va hacia delante, pero cuando está en Cáncer, retrocede y no puede avanzar más.